# Byttneria gracilipes
Byttneria gracilipes là một loài thực vật có hoa trong họ Cẩm quỳ. Loài này được Decne. ex Baill. mô tả khoa học đầu tiên năm 1861.